# Burt Bacharach
Pour les articles homonymes, voir Bacharach (homonymie).
Burt Bacharach, né le 12 mai 1928 à Kansas City (Missouri) et mort à Los Angeles (Californie) le 8 février 2023, est un pianiste, arrangeur, chef d'orchestre et compositeur américain.
Son nom est souvent associé à celui du parolier Hal David. Ensemble, ils ont créé une centaine de succès dans le domaine de la chanson populaire, ce qui en fait deux des plus importants artistes de la musique populaire américaine des années 1960 aux années 2000. Burt Bacharach a aussi composé des musiques de films.
En 1970, il reçoit l'Oscar de la meilleure musique pour le film Butch Cassidy et le Kid (Butch Kassidy and the Sundance Kid)

## Biographie

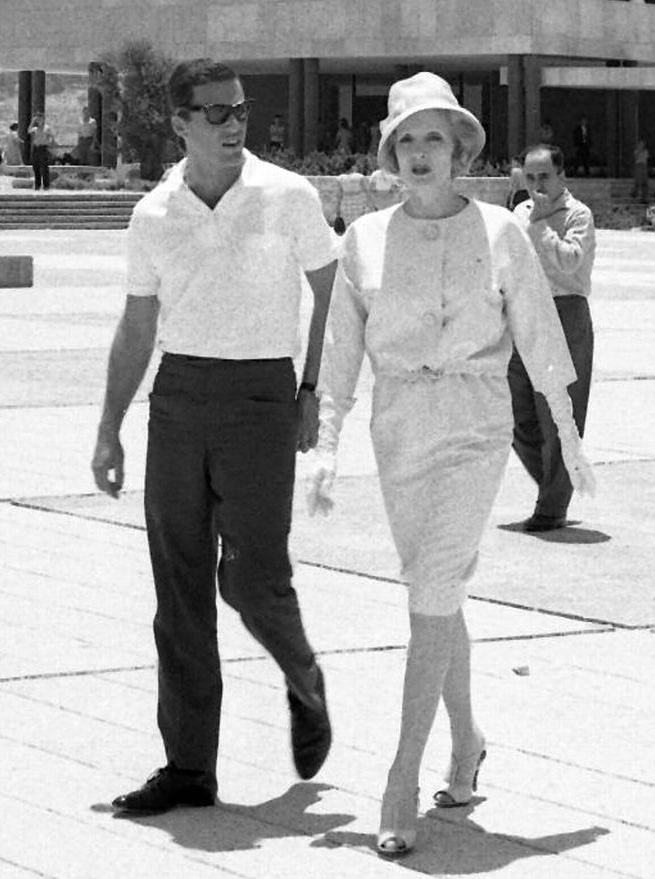
Burt et Marlene Dietrich à Jérusalem en 1960 lors d'une tournée en Israël. Photo : Fritz Shlezingel.

Bacharach naît à Kansas City et grandit dans le quartier de Queens à New York. Son père, Mark Bertram « Bert » Bacharach, est un journaliste de presse écrite reconnu et sa mère, Irma, née Freeman, peint et compose des chansons en amateur. C'est elle qui fait donner des leçons de piano à Burt. La famille est juive, mais non pratiquante. « Les enfants que je connaissais étaient catholiques », a-t-il dit. « J'étais juif, mais je ne voulais pas que quiconque fût au courant. » Après ses études secondaires à la Forest Hills High School (New York) (en) qu'il achève en 1946, il entre à la New School for Social Research de New York où il suit les cours de Darius Milhaud, puis à la Mannes School of Music de New York où il suit les cours de Bohuslav Martinů, enfin il est accepté à l'université McGill de Montréal où il obtient un Bachelor of Music (en) (licence),,.
Marlene Dietrich engage Bacharach comme arrangeur musical au milieu des années 1950 ; ensemble ils montent un numéro théâtral et un one-woman-show ambitieux. Fin 1959, Marlene avouera plus tard qu'ils sont devenus amants. Les arrangements de Bacharach s'adaptent au mieux au registre de contralto de Dietrich ; avec celui qu'elle appelle pendant son spectacle « my director » (« mon metteur en scène »), la star enregistre quatre albums et plusieurs 45-tours entre 1957 et 1964 dans lesquels se trouvent des reprises à succès comme Qui peut dire où vont les fleurs ? adapté en français par René Rouzaud et Francis Lemarque, Bitte geh nicht fort, adapté de Ne me quitte pas de Jacques Brel, ou encore Blowin' in the Wind, de Bob Dylan.
En 1957, il rencontre le parolier Hal David dans les locaux du Brill Building (Manhattan) et entame avec lui une féconde collaboration. Le succès est immédiat, puisque leur première composition The Story of My Life pour Marty Robbins se classe en tête du classement du Hot Country Songs cette année-là.
De Gene Pitney à Trijntje Oosterhuis, en passant par Tom Jones, Aretha Franklin, B.J. Thomas, Dusty Springfield, The Carpenters, Barbra Streisand, Isaac Hayes, Sacha Distel, Claude François, Ron Isley, The Stranglers et Diana Krall, tous ont chanté le répertoire Bacharach/David : cependant, l'interprète emblématique du tandem reste Dionne Warwick, dont le nom est étroitement associé au répertoire et en particulier au tube Walk On By.
Par la suite, Burt Bacharach est aussi connu pour avoir collaboré avec d'autres auteurs comme Elvis Costello.
Son nom est associé au cinéma puisqu'il a composé des musiques de films comme par exemple Quoi de neuf, Pussycat ? en 1965 ; Le renard s'évade à trois heures en 1966 ; Casino Royale en 1967 ; ou encore Butch Cassidy et le Kid en 1969, distinguée aux Oscars.
Il obtient le prix Polar Music en 2001.
En 2008, il fut un des plus virulents critiques du candidat à la présidence des États-Unis John McCain.

### Famille et vie privée
Burt Bacharach s'est marié à quatre reprises :
- avec Paula Stewart du 22 décembre 1953 jusqu'à l'année 1958 ;
- avec Angie Dickinson de 1965 à 1981. Il a eu Nikki avec elle en 1966 ;
- avec Carole Bayer Sager de 1982 à 1991. Il a adopté un fils, Christopher, avec Carole ;
- avec Jane Hansen depuis 1993. Il a eu deux enfants avec elle, Oliver et Raleigh.

De son union avec Angie Dickinson est née leur fille, Léa Nikki en 1966, connue sous le nom de Nikki. Sa naissance, trois mois et 20 jours avant terme, a entraîné des problèmes de santé chroniques (elle a passé les trois premiers mois de sa vie dans une couveuse), notamment une déficience visuelle. On lui a ultérieurement diagnostiqué un syndrome d'Asperger. Burt lui a écrit la chanson Nikki. Angie a refusé plusieurs rôles afin de se consacrer à sa fille. Nikki a finalement été accueillie au Wilson Center, un centre de traitement psychiatrique pour adolescents situé à Faribault (Minnesota).
Elle y reste neuf ans. Par la suite, Nikki étudie la géologie à l'université luthérienne de Californie, mais sa mauvaise vue l'empêche de poursuivre une carrière dans ce domaine. Le 4 janvier 2007, elle se suicide dans son appartement de Thousand Oaks en banlieue de Los Angeles à l'aide d'un sac plastique et d'hélium. Elle était âgée de 40 ans,,.

## Quelques œuvres enregistrées
- Walk On By
- Dietrich in Rio
- Reach Out
- Make it Easy on Yourself
- Painted from Memory (avec Elvis Costello 1998)
- Isley Meets Bacharach (avec Ronald Isley 2003)

## Succès par artiste et date de création
- Baby It's You (The Shirelles, 1962)
- The Man Who Shot Liberty Valance (Gene Pitney, 1962, extrait du film homonyme)
- Don't Make Me Over (Dionne Warwick, 1962)
- Only Love Can Break a Heart (Gene Pitney, 1962)
- Make it Easy On Yourself (Jerry Butler, 1962)
- Twenty-Four Hours From Tulsa (Gene Pitney, 1963)
- Blue on Blue (chanson) (en) (Bobby Vinton, 1963)
- Anyone Who Had a Heart (Dionne Warwick, 1963)
- Wives and Lovers (Jack Jones, 1963)
- Walk On By (Dionne Warwick, 1964)
- Wishin' and Hopin' (Dusty Springfield, 1964)
- (There's) Always Something There to Remind Me (Sandie Shaw, 1964)

Reprise en français par Eddy Mitchell Toujours un coin qui me rappelle (1964).
- A House is Not a Home (Dionne Warwick, 1964)
- What the World Needs Now Is Love (Jackie DeShannon 1965)
- What's New Pussycat? (Tom Jones 1965, extrait du film éponyme)

Cette chanson fut nommée à l'Oscar du cinéma en 1965.
- Alfie (Cilla Black, 1966, extrait du film éponyme)

Cette chanson fut nommée à l'Oscar du cinéma en 1966, et lui valut un Grammy Award en 1967.
- I Say a Little Prayer For You (Dionne Warwick, 1966)
- The Look of Love (Dusty Springfield 1967 du film Casino Royale)

Cette chanson fut nommée à l'Oscar de la meilleure chanson originale.
- This Guy's in Love With You (Herb Alpert & the Tijuana Brass, avril 1968)
- Do You Know the Way to San José (Dionne Warwick, 1968)
- Promises, Promises (Jill O'Hara, 1968 and Dionne Warwick, 1968)

La bande son de la comédie de Broadway lui valut un Grammy en 1969.
- I'll Never Fall in Love Again (Dionne Warwick 1969, extraite de la comédie musicale Promises, Promises)
- Raindrops Keep Fallin' on My Head (B.J. Thomas 1969, du film Butch Cassidy and the Sundance Kid)

Cette chanson a gagné l'Oscar de la meilleure chanson originale en 1969. Bacharach, pour ce film, a également gagné l'Oscar et le Grammy pour la meilleure partition originale.
- (They Long to Be) Close to You (The Carpenters 1970)
- One Less Bell to Answer (The 5th Dimension 1970)
- You'll Never Get to Heaven (The Stylistics 1973)
- Arthur's Theme (Best That You Can Do) (Christopher Cross, 1981, du film Arthur)

Cette chanson a gagné l'Oscar de la meilleure chanson originale en 1981.
- On My Own (Patti LaBelle et Michael McDonald, 1986)
- That's What Friends Are For (1982)

Cette chanson fut à l'origine composée pour le film Les Croque-morts en folie et, sur la bande sonore, a été chantée par Rod Stewart. En 1986, une version en hommage, chantée par Dionne Warwick, Stevie Wonder, Gladys Knight et Elton John, est devenue un énorme succès et a permis de récolter des millions de dollars pour des associations luttant contre le sida. De plus, la chanson a gagné un Grammy au titre de la chanson de l'année.

## Discographie

### Albums
- Hitmaker!Burt Bacharach Plays His Hits (1965)
- What's New Pussycat? (Film Soundtrack) (1965)
- After the Fox (Film Soundtrack) (1966)
- Reach Out (1967)
- Casino Royale (Film Soundtrack) (1967)
- On The Flip Side (Television soundtrack) (1967)
- Make it Easy on Yourself (1969)
- Butch Cassidy and the Sundance Kid (Film Soundtrack) (1969)
- Promises, Promises[16] (Original Broadway Cast Recording) (1969)
- Burt Bacharach (1971)
- Les Horizons perdus (Film soundtrack) (1973)
- Burt Bacharach in Concert (1974)
- Living Together (1974)
- Futures (1977)
- Woman (1979)
- Arthur (Film soundtrack) (1981)
- Les Croque-morts en folie (Film soundtrack) (1982)
- Arthur 2: On the Rocks (Film soundtrack) (1988)
- One Amazing Night (1998)
- Painted from Memory with Elvis Costello (1998)
- The Look of Love: The Burt Bacharach Collection [2-Disc Compilation] (2001)
- Motown Salutes Bacharach [Compilation] (2002)
- Isley Meets Bacharach: Here I Am with Ronald Isley (2003)
- Blue Note Plays Burt Bacharach [Compilation] (2004)
- At This Time (2005)
- Colour Collection [Compilation] (2007)
- Marlene Dietrich with the Burt Bacharach Orchestra (2007)
- Burt Bacharach: Live at the Sydney Opera House with the Sydney Symphony Orchestra (Live) (2008)
- The Music of Burt Bacharach /What the world needs now par le Royal Philharmonic Orchestra + solistes vocaux (2012)

## Apparitions
- Burt Bacharach est l'idole d'Austin Powers, l'espion déluré du film du même nom. Il y joue même son propre rôle dans une scène avec Elvis Costello.
- Burt Bacharach a joué son propre rôle dans l'épisode 24 de la saison 3 de la série Une nounou d'enfer.
- Burt Bacharach a joué son propre rôle dans l'épisode 8 de la saison 4 de la serie Nip/Tuck.

## Influences
- Jimmy Webb a reconnu l'influence de Bacharach sur son travail[17] tout comme l'ont fait Laura Nyro[18] et Mark Hollis[19].
- La piste numéro 8 de l'album Heavy Traffic de Status Quo s'appelle Diggin' Burt Bacharach.
- Sur la pochette de l'album Definitely Maybe du groupe Oasis, il y a un cadre avec une photo de Bacharach sur la gauche, posé contre un canapé. Noel Gallagher a d'ailleurs cité Bacharach comme une de ses influences. Gallagher a repris en duo en live avec Burt This Guy's in Love With You[20].  Gallagher a admis avoir repris des éléments de cette chanson en composant Half the World Away[21].
- Leonid Soybelman a fait un album nommé Much Ado About Burt Bacharach's Walk On By.
- Swing Out Sister cite Bacharach comme une influence majeure[22].
- Saint Etienne a largement été influencé par son jeu de piano[23].
- Brian Wilson cite Bacharach comme une grande influence dans son écriture[24].
- Super Furry Animals dit être influencé par le son de Burt Bacharach[25].
- Bill Cunliffe cite la musique de Bacharach, qu'il considère comme « orientée jazz », comme une influence importante au cours de ses débuts[26].
- Rivers Cuomo cite Bacharach dans les paroles de la chanson Do you wanna get high? sur le White Album de Weezer.